# Mount Blackwood
Mount Blackwood är ett berg i Australien. Det ligger i regionen Mackay och delstaten Queensland, omkring 820 kilometer nordväst om delstatshuvudstaden Brisbane. Toppen på Mount Blackwood är 639 meter över havet, eller 587 meter över den omgivande terrängen. Bredden vid basen är 0,20 km.
Mount Blackwood är den högsta punkten i trakten. Runt Mount Blackwood är det mycket glesbefolkat, med 6 invånare per kvadratkilometer.. Närmaste större samhälle är Walkerston, omkring 17 kilometer sydost om Mount Blackwood.
Omgivningarna runt Mount Blackwood är huvudsakligen savann. Genomsnittlig årsnederbörd är 1 672 millimeter. Den regnigaste månaden är mars, med i genomsnitt 448 mm nederbörd, och den torraste är september, med 21 mm nederbörd.